# Черкасская область
Черка́сская о́бласть (укр. Черка́ська о́бласть), разг. Черка́счина (укр. Черка́щина) — область Украины, расположенная в центральной части страны. Административный центр и крупнейший город — Черкассы, другие крупные города — Умань, Смела, Золотоноша, Канев, Корсунь-Шевченковский, Звенигородка, Шпола, Ватутино, Тальное, Городище.

## Физико-географическая характеристика
По территории области протекает река Днепр и её многочисленные притоки — Ольшанка, Тясмин и другие. На территории Черкасской области расположены такие географические объекты, как Ирдынское болото, Холодный Яр, Дуб Максима Железняка, Богданова Гора, Тарасова (Чернеча) гора.
Соседствует с Киевской областью на севере, Винницкой на западе, Полтавской на востоке и Кировоградской на юге.

## История
К среднему палеолиту относится стоянка Маслово (Звенигородский район).
У села Межирич открыта стоянка охотников на мамонтов позднего палеолита. На одном из бивней мамонта с Межиричской стоянки изображена примитивная схема местности, состоящая из семи рядов изображений. Возможно, это самая древняя карта, найденная на территории Украины.
На территории Черкасской области археологами обнаружены крупнейшие поселения трипольской культуры: Майданецкое, Небелевка, Тальянки, Доброводы, Вильховец (до 450 га).
Белогрудовская культура оседлого населения позднего бронзового века (XI—IX века до н. э.) открыта в начале 1920-х годов в Белогрудовском лесу недалеко от города Умань.
В античные времена на территории области кочевали древние жители региона скифы. Археологический горизонт Жаботин-II Жаботинского поселения датируется около 750-700 годами до н. э. и характеризуется прежде всего появлением новых типов керамики и орнамента столовой посуды. Мотронинское городище на краю большого лесного массива в урочище Холодный Яр близ села Мельники Черкасского района — одно из крупнейших городищ раннескифского времени. Трахтемировское городище VII—VI вв. до н. э. расположено на высоком правом берегу Днепра возле села Трахтемиров.
Сахновское городище имеет слои зарубинецкой культуры. Позднезарубинецкое поселение праславян в селе Ивковцы датируется I веком нашей эры.
Археологический памятник Журавка черняховской культуры датируется III—IV веками.
В Средневековье территория стала частью Дикого поля, по которому кочевали гунны, угры, хазары, печенеги, татаро-монголы и другие племена.
Мартыновский клад, связываемый с пеньковской археологической культурой славян (антов), датируется VI—VII веками.
Близ села Пастырского находится Пастырское городище общей площадью ок. 20 га, по сравнению с которым Киев на рубеже VII—VIII веков по уровню социально-экономического развития был рядовым поселением. Пастырское городище и другие археологические памятники (городище Поганьско в Бржецлаве и клад из Земянского Врбовка в Словакии, клады из Залесья в Среднем Поднестровье и Харивки в Среднем Поднепровье и др.) являются свидетельством переселений славян с территории Подунавья после прихода на Балканы протоболгар хана Аспаруха в 679—680 годах. Возможно, именно этот исход потомков антов и стал основой рассказа летописца Нестора о дунайской прародине славян. Сахновское городище имеет раннеславянские слои VII—VIII веков и слои с древнерусской гончарной керамикой XII−XIII веков. Последней четвертью IX века датируется находка перекрестья и навершия рукояти меча типа Гарабонц с территории Черкасского района.
Найденные на городище Монастырёк и в курганах Гнёздова луннические височные кольца «нитранского типа» свидетельствуют о знакомстве днепровских мастеров с великоморавской ювелирной традицией. Городище лука-райковецкой культуры Монастырёк объединяется в одну группу с древлянскими памятниками Житомирского Полесья и гибнет в середине X века синхронно с древлянским Искоростенем.
Городище на холме Княжая гора отождествляют с летописным городом Родень. Трезубец на костяном предмете, найденном на городище у села Жовнино (детинце древнерусской Желни), атрибуируют Владимиру Святославичу.
В XVI—XVII веках территория Черкасской области становится буфером между Речью Посполитой с одной стороны и турецко-татарскими землями — с другой.
В первой половине XIX века Черкасчина стала центром сахароварения.
C 1918 года по 1922 год в районе лесного массива Холодный Яр существовало повстанческое квазигосударственное образование Холодноярская республика, входившее в состав Украинской Народной Республики.
В 1929 году правобережная Черкасчина вошла в состав Киевской области, левобережная — в состав Харьковской области.
Во времена Голодомора 1932-1933 годов Черка́счина потеряла 154 тысячи человек.
К 1937 году ко вновь созданной Полтавской области отошла левобережная Черкасчина. В 1939 году Каменский и Чигиринский районы отошли к Кировоградской области.
В годы Великой Отечественной войны вся территория современной области была оккупирована немецкими войсками с 1941 по 1943 год. А к годовщине освобождения региона в Черкассах был создан мемориальный комплекс Холм Славы.
Черкасская область была образована 7 января 1954 года указом Президиума Верховного Совета СССР из южных районов Киевской области (города Черкассы, Умань, Смела; Бабанский, Букский, Городищенский, Жашковский, Звенигородский, Каневский, Катеринопольский, Корсунь-Шевченковский, Ладыжинский, Лысянский, Маньковский, Мокро-Калигорский, Ольшанский, Ротмистровский, Смелянский, Тальновский, Уманский, Христиновский, Черкасский и Шполянский районы), северных Кировоградской области (Златопольский и Каменский районы), западных Полтавской области (Гельмязовский, Драбовский, Золотоношский, Ирклеевский, Шрамковский и Чернобаевский районы), а также Монастырищенского района Винницкой области. 12 февраля 1954 года в состав Черкасской области также был передан Чигиринский район Кировоградской области. Спустя 3 с половиной месяца, 26 апреля, Верховный Совет СССР утвердил создание области.
12 ноября 1959 был упразднён Златопольский район, часть его территории, вместе с городом Златополь, была передана в состав Новомиргородского района Кировоградской области.
Первые секретари Черкасского обкома КП Украины
- Б. И. Вольтовский (1954—1960)
- Л. И. Найдек (1960—1965) / В. В. Рычко (1963—1964)
- А. Ф. Ватченко (1964—1965)
- А. Н. Андреев (1965—1976)
- И. К. Лутак (1976—1988)
- А. А. Ружицкий (1988—1991)

## Население
Численность наличного населения области на 1 января 2020 года составляет 1 192 137 человек, в том числе городского населения 678 682 человека, или 56,9 %, сельского — 513 455 человек, или 43,1 %.
Численность наличного населения области по данным Государственной службы статистики Украины на 1 октября 2013 года составила 1 263 493 человека (что на 1076 человек меньше, чем 1 сентября), в том числе городское население — 713 784 человека (56,49 %), сельское — 549 709 человек (43,51 %). Постоянное население — 1 259 864 человека, в том числе городское население — 708 130 человек (56,2 %), сельское 551 734 человека (43,8 %).
Динамика изменения численности населения области по годам в тысячах человек:
- 1358,0 (1897);
- 1752,1 (1914);
- 2031,0 (1926);
- 1534,1 (1939);
- 1470,2 (1959);
- 1535,0 (1970);
- 1547,2 (1979);
- 1531,5 (1989);
- 1517,6 (1995);
- 1501,3 (1996);
- 1484,6 (1997);
- 1470,4 (1998);
- 1453,7 (1999);
- 1438,0 (2000);
- 1418,8 (2001);
- 1403,0 (2002);
- 1386,6 (2003);
- 1372,5 (2004);
- 1357,1 (2005);
- 1341,5 (2006);
- 1328,0 (2007);
- 1315,5 (2008);
- 1304,3 (2009);
- 1295,2 (2010);
- 1285,4 (2011);
- 1277,3 (2012);
- 1268,9 (2013);
- 1260,0 (2014);
- 1251,8 (2015).
- 1197,0 (2019);

Население области начиная с момента образования и до 1979 года росло, а с 1979 года и по настоящее время население сокращается. За 34 года оно сократилось на 283,7 тысяч человек, то есть в среднем на 8,3 тысячи человек в год. За 2012 год население сократилось на 8,4 тысячи человек. Также в 2012 году в области умерло 122 ребёнка в возрасте до года. На 1000 человек: смертность 16,2, рождаемость 10,1, естественный прирост: —6,1. Миграционные показатели также являются отрицательными, ежегодно число уехавших превышает над числом приехавших в среднем на 0,5 тысяч человек. За 9 месяцев 2013 года на Черкасчине родилось 8942 человека, а умерло 15 238 человек, в том числе 70 детей в возрасте до 1 года. На 1 января 2013 года численность пенсионеров составила 425,1 тысяч человек (33,5 %), детей (до 17 лет) — 209,2 тысячи (16,53 %), 18 лет и больше — 1056,1 тысяч человек (83,47 %). Половой состав населения: мужчин — 577,8 тысяч человек (45,67 %), женщин — 687,4 тысячи человек (54,33 %). В 2012 году было зарегистрировано 7256 браков и 1231 развод (5,9:1).

### Языковой состав
Языковой состав населения административных единиц, занимавших территорию современной Черкасской области, по данным переписи 1926 года характеризовался преобладанием украинского языка:
- Черкасский округ — украинский язык — 94,4 %, еврейский язык (идиш) — 3,5 %, русский язык — 1,7 %, польский язык — 0,1 %
- Уманский округ — украинский язык — 92,1 %, еврейский язык (идиш) — 6,1 %, русский язык — 1,1 %, польский язык — 0,4 %

Вследствие проводимой во времена СССР русификации Украины доля украиноязычных в населении Черкасской области постепенно уменьшалась, а доля русскоязычных — возрастала. Родной язык населения Черкасской области по результатам переписей населения, %
|            | 1959 | 1970 | 1989 | 2001 |
| ---------- | ---- | ---- | ---- | ---- |
| Украинский | 93,0 | 92,3 | 89,1 | 92,5 |
| Русский    | 6,3  | 7,2  | 10,3 | 6,7  |
| Другие     | 0,7  | 0,5  | 0,6  | 0,4  |

Родной язык населения Черкасской области по данным переписи 2001 года:
|                             | Украинский | Русский |
| --------------------------- | ---------- | ------- |
| Черкасская область          | 92,5       | 6,7     |
| Черкассы (горсовет)         | 79,1       | 18,7    |
| Ватутино (горсовет)         | 91,9       | 7,8     |
| Золотоноша (горсовет)       | 92,8       | 6,3     |
| Смела (горсовет)            | 89,1       | 10,1    |
| г. Канев                    | 88,4       | 11,2    |
| г. Умань                    | 93,3       | 6,4     |
| Городищенский район         | 97,6       | 2,0     |
| Драбовский район            | 98,0       | 1,6     |
| Жашковский район            | 98,1       | 1,5     |
| Звенигородский район        | 97,6       | 2,0     |
| Золотоношский район         | 96,5       | 3,0     |
| Каменский район             | 96,8       | 3,0     |
| Каневский район             | 96,9       | 2,7     |
| Катеринопольский район      | 98,0       | 1,6     |
| Корсунь-Шевченковский район | 96,6       | 2,5     |
| Лысянский район             | 98,3       | 1,4     |
| Маньковский район           | 98,1       | 1,6     |
| Монастырищенский район      | 98,4       | 1,3     |
| Смелянский район            | 97,0       | 2,7     |
| Тальновский район           | 97,7       | 1,8     |
| Уманский район              | 97,3       | 2,2     |
| Христиновский район         | 97,1       | 2,3     |
| Черкасский район            | 96,8       | 2,9     |
| Чигиринский район           | 95,5       | 3,6     |
| Чернобаевский район         | 97,3       | 2,3     |
| Шполянский район            | 97,7       | 1,8     |

Украинский язык является единственным официальным языком на всей территории области.
По данным исследований, проведённых социологической службой Центра Разумкова в 2006—2007 годах, 81,7 % респондентов из Черкасской области считали своим родным языком только украинский, 3,5 % — только русский, одновременно украинский и русский языки — 14,2 %.
По данным опроса, проведённого Социологической группой «Рейтинг» с 16 ноября по 10 декабря 2018 года в рамках проекта «Портрети Регіонів», 85 % жителей Черкасской области считали, что украинский язык должен быть единственным государственным языком на всей территории Украины. 8 % считали, что украинский язык должен быть единственным государственным языком, а русский — вторым официальным в некоторых регионах страны. 4 % считали, что русский должен стать вторым государственным языком страны. 3 % затруднились с ответом.
4 июня 2021 года решением Черкасского областного совета в Черкасской области утверждена «Комплексная программа развития и функционирования украинского языка во всех сферах общественной жизни Черкасской области на 2021—2025 годы», главной целью которой является усиление позиций украинского языка в различных сферах общественной жизни региона.
По данным исследования Центра контент-анализа, проведённого в период с 15 августа по 15 сентября 2024 года, темой которого стало соотношение украинского и русского языков в украинском сегменте социальных сетей, в Черкасской области на украинском языке писалось 84,3 % сообщений (в 2023 году — 80,3 %, в 2022 году — 75,9 %, в 2020 году — 26,7 %), на русском — 15,7 % (в 2023 году — 19,7 %, в 2022 году — 24,1 %, в 2020 году — 73,3 %).
После провозглашения Украиной независимости в области, как и в стране в целом, происходит постепенная украинизация русифицированной в советское время системы образования. Динамика соотношения языков преподавания в учреждениях общего среднего образования в Черкасской области:
| Язык преподавания | Учебный год | Учебный год | Учебный год | Учебный год | Учебный год | Учебный год | Учебный год | Учебный год | Учебный год | Учебный год | Учебный год | Учебный год | Учебный год | Учебный год |
| Язык преподавания | 1991/92     | 1992/93     | 1993/94     | 1994/95     | 1995/96     | 2000/01     | 2005/06     | 2007/08     | 2010/11     | 2012/13     | 2015/16     | 2018/19     | 2021/22     | 2022/23     |
| ----------------- | ----------- | ----------- | ----------- | ----------- | ----------- | ----------- | ----------- | ----------- | ----------- | ----------- | ----------- | ----------- | ----------- | ----------- |
| Украинский        | 75,8 %      | 78,3 %      | 81,5 %      | 83,8 %      | 86,0 %      | 96,0 %      | 98,0 %      | 99,0 %      | 99,0 %      | 99,0 %      | 99,0 %      | 99,0 %      | 99,87 %     | 100,0 %     |
| Русский           | 24,2 %      | 21,7 %      | 18,5 %      | 16,2 %      | 14,0 %      | 4,0 %       | 2,0 %       | 1,0 %       | 1,0 %       | 1,0 %       | 1,0 %       | 1,0 %       | 0,13 %      | —           |

В период с 2012/13 по 2016/17 учебный год в Черкасской области доля учеников, изучающих русский язык либо в русскоязычных классах, либо как отдельный предмет в классах с украинским языком преподавания, сократилась с 30,54 % до 17,50 %.
По данным Государственной службы статистики Украины в 2023/24 учебном году все 114 960 учащихся в учреждениях общего среднего образования в Черкасской области обучались в украиноязычных классах.
По данным Государственной службы статистики Украины в 2024/25 учебном году все 111 889 учащихся в учреждениях общего среднего образования в Черкасской области обучались в украиноязычных классах.

## Административно-территориальное устройство
Административный центр Черкасской области — город Черкассы.

### Районы
17 июля 2020 года принято новое деление области на 4 района:
| № | Район                | Население (тыс. чел.) | Площадь (км²) | Административный центр |
| - | -------------------- | --------------------- | ------------- | ---------------------- |
| 1 | Звенигородский район | 204,0                 | 5248          | г. Звенигородка        |
| 2 | Золотоношский район  | 142,3                 | 4246          | г. Золотоноша          |
| 3 | Уманский район       | 257,5                 | 4528          | г. Умань               |
| 4 | Черкасский район     | 602,6                 | 6878          | г. Черкассы            |

Районы в свою очередь делятся на городские, поселковые и сельские объединённые территориальные общины (укр. об'єднана територіальна громада).

### Города
| - Черкассы - Ватутино - Городище - Жашков - Звенигородка - Золотоноша | - Каменка - Канев - Корсунь-Шевченковский - Монастырище - Смела | - Тальное - Умань - Христиновка - Чигирин - Шпола |

### История деления области
8 декабря 1966 года были образованы Городищенский, Каменский, Катеринопольский и Монастырищенский районы.
Для осуществления функций государственного управления Черкасская область до 17 июля 2020 года подразделялась на 20 районов и 6 городов областного значения.
20 районов Черкасской области (до 17 июля 2020 года):
| - Городищенский район - Драбовский район - Жашковский район - Звенигородский район - Золотоношский район - Каменский район - Каневский район | - Катеринопольский район - Корсунь-Шевченковский район - Лысянский район - Маньковский район - Монастырищенский район - Смелянский район - Тальновский район | - Уманский район - Христиновский район - Черкасский район - Чигиринский район - Чернобаевский район - Шполянский район |

Статусы городов до 17 июля 2020 года:
| Города областного значения: - Черкассы - Ватутино - Канев - Золотоноша - Смела - Умань | Города районного значения: - Городище - Жашков - Звенигородка - Каменка - Корсунь-Шевченковский | - Монастырище - Тальное - Христиновка - Чигирин - Шпола |

### Органы власти
Местное самоуправление в области осуществляет Черкасский областной совет, исполнительную власть — областная государственная администрация. Главой области является председатель облгосадминистрации, назначаемый президентом Украины.

## Экономика
| N | показатель              | единицы          | значение, 2014 г. |
| - | ----------------------- | ---------------- | ----------------- |
| 1 | Экспорт товаров         | млн долларов США | 624,3             |
| 2 | Уд.вес в общеукраинском | %                | 1,2               |
| 3 | Импорт товаров          | млн долларов США | 457,0             |
| 4 | Уд.вес в общеукраинском | %                | 0,8               |
| 5 | Сальдо экспорт-импорт   | млн долларов США | 167,2             |
| 6 | Капитальные инвестиции  | млн гривен       | 3005,4            |
| 7 | Средняя зарплата        | грн              | 2829              |
| 8 | Средняя зарплата        | долларов США     | 238,0             |

По материалам Комитета статистики Украины (укр.) и Главного управления статистики в Черкасской области (укр.)

## Культура
По количеству объектов культурного наследия Черкасская область занимает одно из первых мест на Украине. В Черкасской области расположены знаменитые усадебные комплексы (в том числе национальный дендрологический парк «Софиевка» в Умани и Корсунь-Шевченковский государственный историко-культурный заповедник), древние города с архитектурными памятниками (Умань, Канев и др.); культовые сооружения — храмы и монастыри (Свято-Троицкий Мотронинский женский монастырь и др.). В области действует несколько театров, обширная сеть общедоступных библиотек; в последние годы ведётся работа по объединению общедоступных библиотек в централизованные библиотечные системы.
В Черкасской области действуют многочисленные музеи. На территории нынешней Черкасской области родился, вырос и был похоронен в соответствии с его завещанием Тарас Шевченко. В области расположены музеи, связанные с его жизнью и творчеством:
- Национальный заповедник «Родина Тараса Шевченко»[укр.], в состав которого входит Литературно-мемориальный музей Тараса Шевченко[укр.] в селе Шевченково, где прошло детство поэта
- Музей «Кобзаря» Т. Г. Шевченко в Черкассах
- Шевченковский национальный заповедник в Каневе, на его территории находятся могила Тараса Шевченко и музей

В числе основных проблем, с которыми в настоящее время сталкиваются учреждения культуры в Черкасской области, — слабая материально-техническая база, устаревание библиотечного фонда, отсутствие отвечающих современным требованиям театральных площадок.

## Награды
- Орден Ленина (26 февраля 1958 года)[57].